# Richard Lintern
Richard Charles Lintern (Taunton, 8 oktober 1962) is een Brits acteur.

## Biografie
Lintern studeerde af in Engelse literatuur aan de Universiteit van Durham in Durham. Hierna verkreeg hij een studiebeurs voor de Royal Academy of Arts in Londen. Hij is getrouwd en heeft drie zonen. 
Lintern begon in 1988 met acteren in de televisieserie The Storyteller, waarna hij nog meer rollen speelde in televisieseries en films. Hij is onder andere bekend van zijn rol als dr. Thomas Chamberlain in de televisieserie Silent Witness, waarin hij speelde van 2014 tot 2020. 
Lintern is naast zijn televisiewerk actief als acteur in het theater. Zo speelt hij voornamelijk in het Royal National Theatre en in andere theaters op het Londense West End.
In 2024 gaf Lintern ook een spetterende vocale performance in de video game uitbreiding Elden Ring Shadow of the Erdtree als Igon.

## Filmografie

### Films
Uitgezonderd korte films.
- 2020 The Christmas Ball - als Jack
- 2013 Side by Side - als raadslid Howes
- 2013 Jimi: All Is by My Side - als mr. Keith
- 2012 The Domino Effect - als mediatrainer Robert
- 2011 Page Eight - als Max Vallance
- 2011 The Suspicions of Mr Whicher: The Murder at Road Hill House - als Henry Ludlow
- 2009 Mid Life Christmas - als Lord Charles Cranborne
- 2009 Unmade Beds - als Anthony Hemmings
- 2008 The Bank Job - als Tim Everett
- 2007 Consenting Adults - als Goronwy Rees
- 2007 Natasha - als John Loomis
- 2007 Clapham Junction - als Will
- 2007 A Very British Sex Scandal - als Peter Rawlinson
- 2007 Cassandra's Dream - als regisseur
- 2005 Syriana - als baas van Bryan
- 2004 Fooling Hitler - als kolonel Bevan
- 2003 The Visual Bible: The Gospel of John - als leidende farizeeër
- 2003 Ready When You Are Mr. McGill - als Michael
- 2001 Sweet Revenge - als Peter Colin
- 2000 The Calling - als Marc St. Clair
- 1998 The Cater Street Hangman - als Dominic Corde
- 1998 Nightworld: Lost Souls - als Graham Scofield
- 1998 Jinnah - als Mohammed Ali Jinnah
- 1998 Bloodlines: Legacy of a Lord - als Lord Lucan
- 1992 Victoria Wood's All Day Breakfast - als Sean
- 1988 Malaventura - als John

### Televisieseries
Uitgezonderd eenmalige gastrollen.
- 2023 Nolly - als Ronnie Allen - 3 afl.
- 2022 Roslund & Hellström: Cell 8 - als Edward Finnigan - 6 afl.
- 2022 Young Wallander - als Edwin Holmgren - 4 afl.
- 2020-2021 The Outpost - als Saivek - 2 afl.
- 2014-2020 Silent Witness - als dr. Thomas Chamberlain - 70 afl.
- 2013-2019 Nazi Mega Weapons - als verteller - 24 afl.
- 2013 Spies of Warsaw - als kolonel Lassard - 4 afl.
- 2012 Hunted - als Hector Stokes - 2 afl.
- 2012 White Heat - als Miles - 3 afl.
- 2011 The Shadow Line - als Patterson - 7 afl.
- 2009 EastEnders - als Rupert - 2 afl.
- 2008 Honest - als Grant Wilkes - 2 afl.
- 2004 Heartbeat - als Ben Norton - 20 afl.
- 2000 The Bill - als D.C.I. Rostron - 3 afl.
- 1998 Imogen's Face - als Ben - 3 afl.
- 1997 The Beggar Bride - als Callister - 2 afl.
- 1995 She's Out - als John Maynard - 4 afl.
- 1994 The House of Eliott - als Daniel Page - 8 afl.
- 1992 Early Travellers in North America - als Rudyard Kipling - 3 afl.
- 1990 Jupiter Moon - als James Bromwich - 18 afl.
- 1988 The Fortunate Pilgrim - als patiënt WWII - 3 afl.

### Computerspellen
- 2024 Elden Ring Shadow of the Erdtree - als Igon

- Biblioteca Nacional de España: XX5084437
- Gemeinsame Normdatei: 1062084683
- International Standard Name Identifier: 0000 0001 1975 3908
- Library of Congress Control Number: no2007026456
- Nationale Bibliotheek van Israël: 987007431879405171
- Nederlandse Thesaurus van Auteursnamen: 333988795
- Virtual International Authority File: 170718707
- WorldCat: E39PBJmP4pQVMv6CRD8X4K8t8C